# Tennis ai Giochi della III Olimpiade
Alla III Olimpiade svoltisi a St. Louis negli Stati Uniti d'America nel 1904 furono assegnate medaglie solo nel doppio e nel singolare maschile, rispetto all'edizione precedente infatti furono estromessi dal programma il singolare femminile e il doppio misto.
Gli incontri si tennero al Francis Field dal 29 agosto al 3 settembre e videro la partecipazione di 36 tennisti, tutti provenienti dagli stessi Stati Uniti ad eccezione del tedesco Hugo Hardy.

## Podi
| Evento               | Oro                                    | Argento                                | Bronzo                                  |
| Singolare (dettagli) | Beals Wright                           | Robert LeRoy                           | Alphonzo Bell Edgar Leonard             |
| Doppio (dettagli)    | Stati Uniti Beals Wright Edgar Leonard | Stati Uniti Robert LeRoy Alphonzo Bell | Stati Uniti Joseph Wear Allen West      |
| Doppio (dettagli)    | Stati Uniti Beals Wright Edgar Leonard | Stati Uniti Robert LeRoy Alphonzo Bell | Stati Uniti Clarence Gamble Arthur Wear |

## Medagliere
| Posizione | Paese       |   |   |   | Totale |
| --------- | ----------- | - | - | - | ------ |
| 1         | Stati Uniti | 2 | 2 | 4 | 8      |
| Totale    | Totale      | 2 | 2 | 4 | 8      |